# Formica pacifica
Formica pacifica es una especie de hormiga del género Formica, familia Formicidae. Fue descrita científicamente por Francoeur en 1973.
Se distribuye por Canadá y los Estados Unidos. Se ha encontrado a elevaciones de hasta 1450 metros. Vive en microhábitats como rocas, piedras, nidos, suelo arenoso y forraje.